# Waltraut Oehlke
Waltraut Oehlke (* 23. März 1929 in Kuschten; † 2015) war eine deutsche Gebrauchsgrafikerin.

## Leben und Werk
Die Familie Waltraut Oehlkes kam als Vertriebene 1945 in die sowjetische Besatzungszone. Waltraut Oehlke absolvierte von 1945 bis 1949 eine Ausbildung zur Krankenschwester und arbeitete dann in ihrem Beruf. Von 1953 bis 1955 studierte sie an der Fachschule für angewandte Kunst Heiligendamm. Dort lernte sie Horst Oehlke kennen, den sie heiratete. Ab 1957 arbeitete sie in Berlin freischaffend als Gebrauchsgraphikerin. Neben diversen anderen gebrauchsgrafischen Arbeiten gestaltete sie u. a. mehrere Bucheinbände für die Inselbücherei des Leipziger Insel-Verlags und entwarf sie Briefmarken für die Deutsche Post, von denen jedoch mehrere nicht ausgeführt wurden.
Waltraut Oehlke war bis 1990 Mitglied des Verbands Bildender Künstler der DDR.

## Werke (Auswahl)

### Bucheinbände für die Inselbücherei

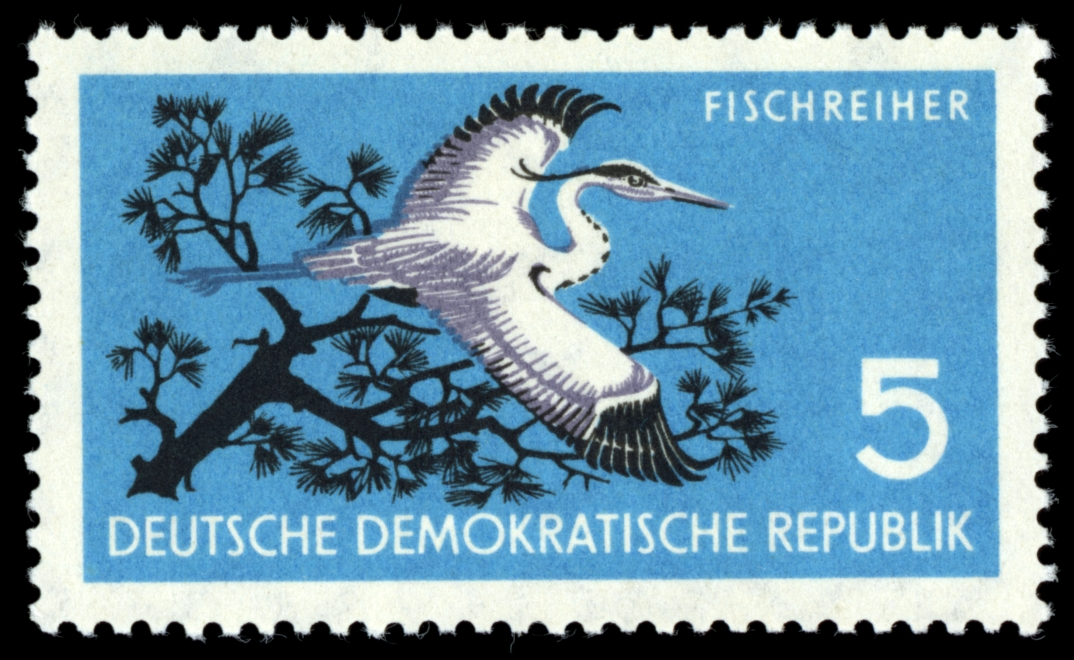
5-Pfennig-Briefmarke mit Motiv Fischreiher aus der Serie Naturschutz

- Das Perlenhemd (1956; Inselbücherei 216; mit Horst Oehlke)[2]
- Der Tempel von Paestum (1957; Inselbücherei 170; mit Horst Oehlke)[3]
- Georg Weerth: Streiflichter auf Old England. (1963; Inselbücherei 761)
- Francois Mauriac: Die Tat der Thérèse Desqueyroux.  (1976; Inselbücherei 766)

### Entwürfe für Briefmarken
- Serie Naturschutz (fünf Marken, 1959)[4]

#### Eingereichte, aber nicht realisierte Entwürfe für Briefmarken
- Weltfestspiele der Jugend
- 10. Gründungstag der DDR
- Volkstrachten

## Ausstellungen (mutmaßlich unvollständig)

### Postume Einzelausstellung
- 2016: Hagenow, Alten Synagoge[5]

### Teilnahme an zentralen und wichtigen regionalen Ausstellungen in der DDR
- 1967/1968 und 1977/1978: Dresden, VI. Deutsche Kunstausstellung und VIII. Kunstausstellung der DDR
- 1979 und 1982: Berlin, Bezirkskunstausstellungen